# Ulica Zamkowa w Niepołomicach
Ulica Zamkowa – zabytkowa ulica w Niepołomicach, na terenie osiedla administracyjnego Śródmieście. Znajduje się ona w ścisłym centrum miasta, przy Zamku Królewskim.
Ulica Zamkowa biegnie od północno-wschodniego narożnika Rynku do skrzyżowania z ulicą Spółdzielczą, gdzie przechodzi w Plac Kazimierza Wielkiego. Ma 255 m długości. Na odcinku od Rynku do Urzędu Miasta posiada nawierzchnię z kamienia, nazywaną kocimi łbami. Jest jednokierunkowa.
Ulica jest jedną z najstarszych dróg w Niepołomicach. Powstała jeszcze w średniowieczu, jako część Traktu Królewskiego, łączącego zamek z kościołem. Była także częścią traktu prowadzącego do Krakowa. W okresie międzywojennym była, poza gmachem Zamku, praktycznie niezabudowana. Nowa zabudowa powstała po II wojnie światowej na części pierzei zachodniej i ma w większości charakter kamienic małomiasteczkowych.
Przy ulicy znajduje się Zamek Królewski z XIV w., odrestaurowany w latach 90. XX w. (nr 2), dworek mieszczący siedzibę części wydziałów Urzędu Miasta oraz wydział zamiejscowy Sądu Rejonowego w Wieliczce (nr 5) oraz Izba Regionalna (nr 5A).